# Carabus rumelicus
Carabus (Tomocarabus) rumelicus – gatunek chrząszcza z rodziny biegaczowatych i podrodziny Carabinae.
Gatunek ten został opisany w 1867 roku przez Maximiliena Chaudoira.
Chrząszcz o ciele długości od 17 do 20 mm. Samce o ostatnim członie głaszczków szczękowych trójkątnym bądź toporowatym. Brzegi przedplecza z punktami szczeciowych.
Zasiedla półotwarte zadrzewienia z Quercus libani i tragankami, pastwiska i podobne środowiska na położeniach alpejskich i subalpejskich.
Wykazany ze środkowej i wschodniej Turcji, północno-zachodniego Iranu, Libanu, Syrii i północnego Izraela.
Wyróżnia się 3 podgatunki tego biegacza:
- Carabus rumelicus kurdistanicus Eidam, 1931
- Carabus rumelicus rumelicus Chaudoir, 1867
- Carabus rumelicus syriensis Breuning, 1943